# Narathura leotodamas
Narathura leotodamas är en fjärilsart som beskrevs av Lambertus Johannes Toxopeus 1930. Narathura leotodamas ingår i släktet Narathura och familjen juvelvingar. Inga underarter finns listade i Catalogue of Life.